# Delegación Granadina de Ajedrez
La Delegación Granadina de Ajedrez constituye desde 1986 la delegación provincial en Granada de la Federación Andaluza de Ajedrez. Su objetivo es la promoción y práctica del ajedrez en la provincia española de Granada, en especial, la organización de las competiciones oficiales de su ámbito.
Fue creada en 1951. Fueron sus presidentes: José Perán Torres (1951-?); Salvador Algarra; Enrique Iboleón Hurtado; Rafael Díaz Cerón; Juan Benítez Verdosa; José Ros López de Hierro (¿1972-74?); Cayetano Guirao Mata (1974?-1981); Felipe Alva Gilabert (1981-87); Guillermo Barranco Serrano (1987-2008); Antonio Pavón Roldán (2009); Jose Cañete López (2009-13): Francisco José Ferrer Escudero (2013-16); Manuel Orantes Martin (2016-   ). 

## Ajedrecistas granadinos más destacados

### Siglo XVI
- Alfonso Cerón

### 1920/1950
- Manuel Fernández de Prada, Marqués de las Torres de Orán
- Manuel Espinosa
- Luis Gómez Martin
- Valentin Felip Duran
- Guillermo Sánchez Aguilera

### 1940/1975
- Cesar Omella Arranz
- Antonio Zafra Freide
- Jacinto Rega Sánchez
- José Jofré Jiménez
- Cayetano Guirao Mata
- José Peran Torres
- Rafael Díaz Cerón
- Fernando Quesada Pastor

### 1970/1995
- Eugenio Miranda Palacios
- Jorge Enríquez del Árbol
- Diego Medina García
- José A. Salvador Rodríguez
- Jose Luis Campoy Morales
- Rafael Fernández Gutiérrez
- Ildefonso Vilchez Barroso
- Gerardo Domingo Valverde
- Julio Ferrer Pulido
- Carlos Entrena Guadix
- José Vinuesa Guerrero
- Rosa Rodríguez Sánchez

### 1995/
- G.M. Enrique Rodríguez Guerrero
- G.M. José Cuenca Jiménez
- M.I. José Camacho Collados
- M.I. Marcos Camacho Collados
- M.I. Antonio Gamundi Salamanca
- W.I.M. Claudia Robles García
- F.M. Luis Fernandez Siles
- F.M. Sergio Soto Pérez
- F. M. Serafín Moral García
- F.M. Alejandro Domingo Muñoz
- F.M. Ruben Domingo Muñoz
- Francisco Orantes Taboada, Campeón Sub-10 de la Unión Europea (2011)
- Antonio Pintor Muñoz, Campeón de España Sub-14 (2008)
- Laura Jiménez Lupiañez, Campeona de España sub-12 (2004, 2005)
- Miguel Hernández Roldan
- Eugenio Castillo Jiménez (programador informático; dos veces Campeón de España de Ajedrez por Ordenador; 11.º en el Campeonato del Mundo de Ajedrez por Ordenador)
- Jorge Fernández Montoro
- Francisco Miguel García Molina